# Jambalaya (On the Bayou)
Jambalaya (On the Bayou) is een countrysong, geschreven door Hank Williams, die er in 1952 een grote hit mee scoorde. De titel verwijst naar de Creoolse en Cajun-rijstschotel jambalaya. De melodie ontleende Williams aan een Franstalig cajunlied, "Grand Texas", uit 1948 van de cajungroep Chuck Guillory & The Rhythm Boys, met zang van "Papa" Cairo. Williams maakte er een countrynummer van met een nieuwe Engelse tekst, doorspekt met verwijzingen naar de Cajuncultuur in Louisiana waaronder de Cajungerechten crawfish pie en filé gumbo. Naar sommige bronnen beweren zou Moon Mullican de tekst (mee) geschreven hebben, maar Williams werd op de plaat als enige auteur vermeld.

## Williams' hitsingle
Hank Williams nam het nummer op 13 juni 1952 in Nashville op. De single, MGM Records K11283, kwam op 19 juli uit en werd al snel een grote hit. De B-kant was het nummer "Window Shopping". Op 6 september bereikte de single de top van Billboard's Top C&W Songs, en bleef daar gedurende 14 weken staan. Het nummer werd ook een crossover-hit, het klom tot nummer 20 in de pop-hitparade van Billboard. Williams had reeds zeven platen uitgebracht die meer dan één miljoen keer verkocht waren; "Jambalaya" werd zijn achtste millionseller.

## The Carpenters
The Carpenters brachten hun versie in 1973 uit op de LP Now and Then. Buiten de Verenigde Staten werd het als single uitgebracht. Het werd een van hun grootste hits; in 1974 bereikte het nummer 3 in de Nederlandse Top 40.

### Hitnoteringen

#### Nederlandse Top 40
| Hitnotering: week 6 t/m 16 in 1974 | Hitnotering: week 6 t/m 16 in 1974 | Hitnotering: week 6 t/m 16 in 1974 | Hitnotering: week 6 t/m 16 in 1974 | Hitnotering: week 6 t/m 16 in 1974 | Hitnotering: week 6 t/m 16 in 1974 | Hitnotering: week 6 t/m 16 in 1974 | Hitnotering: week 6 t/m 16 in 1974 | Hitnotering: week 6 t/m 16 in 1974 | Hitnotering: week 6 t/m 16 in 1974 | Hitnotering: week 6 t/m 16 in 1974 | Hitnotering: week 6 t/m 16 in 1974 | Hitnotering: week 6 t/m 16 in 1974 |
| Week:                              | 1                                  | 2                                  | 3                                  | 4                                  | 5                                  | 6                                  | 7                                  | 8                                  | 9                                  | 10                                 | 11                                 |                                    |
| ---------------------------------- | ---------------------------------- | ---------------------------------- | ---------------------------------- | ---------------------------------- | ---------------------------------- | ---------------------------------- | ---------------------------------- | ---------------------------------- | ---------------------------------- | ---------------------------------- | ---------------------------------- | ---------------------------------- |
| Positie:                           | 29                                 | 17                                 | 8                                  | 5                                  | 3                                  | 3                                  | 4                                  | 11                                 | 19                                 | 32                                 | 40                                 | uit                                |

#### NederlandseDaverende 30
| Hitnotering: 2-2-1974 t/m 12-4-1974 | Hitnotering: 2-2-1974 t/m 12-4-1974 | Hitnotering: 2-2-1974 t/m 12-4-1974 | Hitnotering: 2-2-1974 t/m 12-4-1974 | Hitnotering: 2-2-1974 t/m 12-4-1974 | Hitnotering: 2-2-1974 t/m 12-4-1974 | Hitnotering: 2-2-1974 t/m 12-4-1974 | Hitnotering: 2-2-1974 t/m 12-4-1974 | Hitnotering: 2-2-1974 t/m 12-4-1974 | Hitnotering: 2-2-1974 t/m 12-4-1974 | Hitnotering: 2-2-1974 t/m 12-4-1974 | Hitnotering: 2-2-1974 t/m 12-4-1974 |
| Week:                               | 1                                   | 2                                   | 3                                   | 4                                   | 5                                   | 6                                   | 7                                   | 8                                   | 9                                   | 10                                  |                                     |
| ----------------------------------- | ----------------------------------- | ----------------------------------- | ----------------------------------- | ----------------------------------- | ----------------------------------- | ----------------------------------- | ----------------------------------- | ----------------------------------- | ----------------------------------- | ----------------------------------- | ----------------------------------- |
| Positie:                            | 30                                  | 25                                  | 13                                  | 7                                   | 4                                   | 3                                   | 4                                   | 6                                   | 12                                  | 25                                  | uit                                 |

#### BelgischeBRT Top 30
| Hitnotering: 23-2-1974 t/m 10-5-1974 | Hitnotering: 23-2-1974 t/m 10-5-1974 | Hitnotering: 23-2-1974 t/m 10-5-1974 | Hitnotering: 23-2-1974 t/m 10-5-1974 | Hitnotering: 23-2-1974 t/m 10-5-1974 | Hitnotering: 23-2-1974 t/m 10-5-1974 | Hitnotering: 23-2-1974 t/m 10-5-1974 | Hitnotering: 23-2-1974 t/m 10-5-1974 | Hitnotering: 23-2-1974 t/m 10-5-1974 | Hitnotering: 23-2-1974 t/m 10-5-1974 | Hitnotering: 23-2-1974 t/m 10-5-1974 | Hitnotering: 23-2-1974 t/m 10-5-1974 | Hitnotering: 23-2-1974 t/m 10-5-1974 |
| Week:                                | 1                                    | 2                                    | 3                                    | 4                                    | 5                                    | 6                                    | 7                                    | 8                                    | 9                                    |                                      | 10                                   |                                      |
| ------------------------------------ | ------------------------------------ | ------------------------------------ | ------------------------------------ | ------------------------------------ | ------------------------------------ | ------------------------------------ | ------------------------------------ | ------------------------------------ | ------------------------------------ | ------------------------------------ | ------------------------------------ | ------------------------------------ |
| Positie:                             | 25                                   | 8                                    | 10                                   | 11                                   | 7                                    | 8                                    | 15                                   | 18                                   | 15                                   | x                                    | 27                                   | uit                                  |

#### Britse Single Top 50
| Hitnotering: 2-3-1974 t/m 17-5-1974 | Hitnotering: 2-3-1974 t/m 17-5-1974 | Hitnotering: 2-3-1974 t/m 17-5-1974 | Hitnotering: 2-3-1974 t/m 17-5-1974 | Hitnotering: 2-3-1974 t/m 17-5-1974 | Hitnotering: 2-3-1974 t/m 17-5-1974 | Hitnotering: 2-3-1974 t/m 17-5-1974 | Hitnotering: 2-3-1974 t/m 17-5-1974 | Hitnotering: 2-3-1974 t/m 17-5-1974 | Hitnotering: 2-3-1974 t/m 17-5-1974 | Hitnotering: 2-3-1974 t/m 17-5-1974 | Hitnotering: 2-3-1974 t/m 17-5-1974 | Hitnotering: 2-3-1974 t/m 17-5-1974 |
| Week:                               | 1                                   | 2                                   | 3                                   | 4                                   | 5                                   | 6                                   | 7                                   | 8                                   | 9                                   | 10                                  | 11                                  |                                     |
| ----------------------------------- | ----------------------------------- | ----------------------------------- | ----------------------------------- | ----------------------------------- | ----------------------------------- | ----------------------------------- | ----------------------------------- | ----------------------------------- | ----------------------------------- | ----------------------------------- | ----------------------------------- | ----------------------------------- |
| Positie:                            | 48                                  | 40                                  | 19                                  | 18                                  | 12                                  | 14                                  | 13                                  | 22                                  | 30                                  | 35                                  | 44                                  | uit                                 |

#### NPO Radio 2 Top 2000
| Nummer met noteringen in de NPO Radio 2 Top 2000 | '00  | '01  | '02  | '03  | '04  | '05  | '06  | '07  | '08  | '09  | '10  |
| ------------------------------------------------ | ---- | ---- | ---- | ---- | ---- | ---- | ---- | ---- | ---- | ---- | ---- |
| Jambalaya (On the Bayou)                         | 1272 | 1454 | 1397 | 1642 | 1654 | 1520 | 1597 | 1569 | 1567 | 1835 | 1711 |

1. ↑  Een vetgedrukt getal geeft de hoogste notering aan.
2. ↑  2000 was het eerste jaar met een notering voor dit nummer.
3. ↑  Deze tabel is bijgewerkt tot en met de laatste editie (2024).

## Andere versies
- Kort na Williams brachten verscheidene artiesten in 1952 hun versie van het nummer uit, waaronder pianist Moon Mullican op King Records, Rex Allen op Decca Records, en het orkest van Neal Hefti met zang van zijn vrouw, Frances Wayne, op Coral Records. De versie van zangeres Jo Stafford werd zelfs nog populairder dan Williams' eigen opname; haar versie op Columbia Records dook op 30 augustus in de pop-hitparade van Billboard en bereikte nummer 3.
- De amper elf jaar oude (en niet negen jaar zoals op het etiket stond) "Little" Brenda Lee zong het op haar eerste single (op Decca), die in 1956 uitkwam.
- Fats Domino bracht in 1961 een rock-'n-rollversie uit op Imperial Records.
- Andere coverversies zijn er onder meer van Emmylou Harris, Professor Longhair, de Nitty Gritty Dirt Band, Dolly Parton, Elvis Presley, John Fogerty, The Residents en van verscheidene Cajunartiesten die van Williams' lied opnieuw een Cajunnummer maakten maar nu met een Franse vertaling van Williams' tekst.